# Tu hội Chúa Kitô Vua Linh mục Tối cao
Tu hội Chúa Kitô Vua Linh mục Tối cao (tiếng Latinh: Institutum Christi Regis Summi Sacerdotis, tên viết tắt: ICRSS) là một tu đoàn tông đồ thuộc quyền giáo tông hiệp thông với Tòa Thánh của Giáo hội Công giáo. Mục tiêu của Tu hội là tôn vinh Thiên Chúa cùng thánh hóa các linh mục ngang qua việc phụng sự Hội thánh Công giáo và phục vụ các linh hồn. Một phần không thể thiếu trong đoàn sủng của Tu hội là đó là việc sử dụng nghi thức phụng vụ truyền thống, cụ thể là Sách lễ Rôma 1962 trong cử hành thánh lễ, Sách kinh nhật tụng 1960 của Giáo tông Ioannes XXIII trong cử hành Thần vụ, cùng Sách nghi lễ Rôma và Sách nghi lễ Giám mục Rôma trong cử hành các bí tích khác. Tu hội Chúa Kitô Vua Linh mục Tối cao đã và đang tiến hành trùng tu nhiều nhà thờ lịch sử.
Bản quy tắc sống của Tu hội được soạn thảo dựa trên quy tắc sống của các kinh sĩ triều, do đó các linh mục của Tu hội cũng chính là các kinh sĩ. Sứ mạng của Tu hội là bảo vệ và lan tỏa vương triều Chúa Kitô Vua đến mọi lĩnh vực của đời sống con người, trong cả chiều kích cá nhân và chiều kích xã hội.

## Tiểu sử

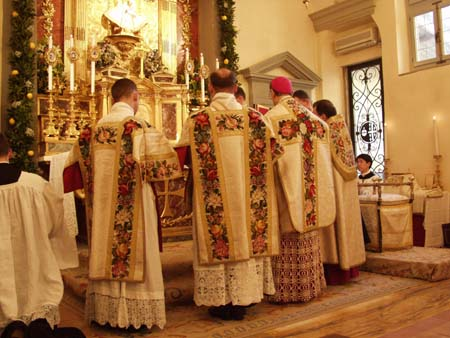
Một thánh lễ giám mục tại nhà nguyện Chủng viện quốc tế Thánh Philippus Nerius, Gricigliano, Ý

Tu hội được thành lập theo thể thức giáo luật vào ngày 1 tháng 9 năm 1990 tại nước Gabon bởi hai linh mục người Pháp là Giles Wach và Philippe Mora. Giai đoạn ban đầu, Tu hội là tu đoàn tông đồ thuộc quyền giáo phận; đến ngày 7 tháng 10 năm 2008, Tu hội trở thành tu đoàn tông đồ thuộc quyền giáo tông thông qua sắc chỉ Saeculorum Rex của Ủy ban Tòa Thánh Ecclesia Dei do Đức ông Camille Perl (khi đó là Phó Chủ tịch Ủy ban) công bố nhân chuyến thăm Tu hội tại Trụ sở Trung ương trên đường Gricigliano, huyện Pontassieve. Nơi đây cũng là nơi đặt trụ sở Chủng viện quốc tế Thánh Philippus Nerius. Các thánh lễ truyền chức thánh cùng nhiều thánh lễ long trọng khác thì được cử hành tại nhà thờ San Gaetano, thành phố Firenze.
Hai nhà sáng lập Tu hội là Đức ông Gilles Wach và Đức ông Philippe Mora lần lượt giữ chức vụ Bề trên Tổng quyền Tu hội và Giám đốc Chủng viện quốc tế Thánh Philippus Nerius. Cả hai đều từng là học trò của Hồng y Giuseppe Siri khi còn học tập trong đại chủng viện Tổng giáo phận Genova.
Vào thời điểm năm 2022, Tu hội có tổng cộng 139 linh mục cùng nhiều hiến sĩ – là những tu sĩ được đào tạo để lãnh nhận thánh chức phó tế vĩnh viễn và phục vụ trong một số hoạt động tông đồ của Tu hội, chẳng hạn như hoạt động phó tế, chỉ đạo nghệ thuật, quản trị công sở hay phụ trách phòng áo lễ.
Đoàn sủng của Tu hội có thể được miêu tả qua gương sáng của 3 vị thánh bổn mạng của Tu hội:
- Thánh Franciscus de Sales – người từng nhấn mạnh tầm quan trọng của việc giảng dạy đức tin Công giáo với sự kiên nhẫn và bác ái, khuyến khích các tín hữu Công giáo nên thánh ngang qua các phương tiện thông thường của Giáo hội, chẳng hạn như tham dự thánh lễ cách sốt sắng và xưng tội thường xuyên.
- Thánh Benedictus thành Norcia – người rất yêu mến việc cử hành phụng vụ cách trọng thể, từng nhấn mạnh tầm quan trọng của lao động và cầu nguyện, của "lòng hiếu khách Biển Đức", cũng như là người đặt nền móng cho nền văn minh Kitô giáo trọn vẹn tại châu Âu thời Trung Cổ.
- Thánh Thomas Aquinas – người nhấn mạnh tầm quan trọng của sự hài hòa giữa đức tin Kitô giáo và lý trí.

Bổn mạng đệ nhất của Tu hội là Đức Maria Vô nhiễm nguyên tội. Ngoài ra, tu hội còn nhận thánh Theresia thành Lisieux làm bổn mạng các khu truyền giáo Phi châu.

## Nữ tu hội Tôn kính Trái tim Chúa Giêsu Kitô Linh mục Tối cao
Nữ tu hội Tôn kính Trái tim Chúa Giêsu Kitô Linh mục Tối cao là một tu đoàn tông đồ dành cho nữ giới được thành lập vào năm 2001 và có liên hệ với Tu hội Chúa Kitô Vua Linh mục Tối cao. Nữ tu hội có trụ sở tại Gricigliano, Ý. Các nữ tu thuộc Nữ tu hội tuy là tu sĩ chiêm nghiệm nhưng không sống đời đan tu mà sống theo truyền thống Biển Đức.
Nữ tu hội cử hành thánh lễ và giờ kinh thần vụ theo thể thức truyền thống (ngoại thường) của Nghi chế Roma căn cứ theo các sách nghi lễ được sử dụng trước Công đồng chung Vaticano II. Một trong những lao động chủ yếu trong đời sống Ora et labora của các nữ tu là thêu tay, trong đó có thêu ren.

## Hội Thánh Tâm
Hội Thánh Tâm là một hội đoàn quy tụ các giáo dân sống theo tinh thần của Tu hội. Các thành viên Hội Thánh Tâm tuyên hứa sẽ sống theo bản tu luật Dòng thánh Benedictus đã qua điều chỉnh trong ơn gọi của mình. Với tư cách thành viên của Hội, các giáo dân tham dự vào các sứ vụ thiêng liêng và sứ vụ xã hội của Tu hội qua việc cầu nguyện, sùng kính, linh hướng, cũng như nghiên cứu các tác phẩm tu đức của thánh Franciscus de Sales.

## Lãnh đạo

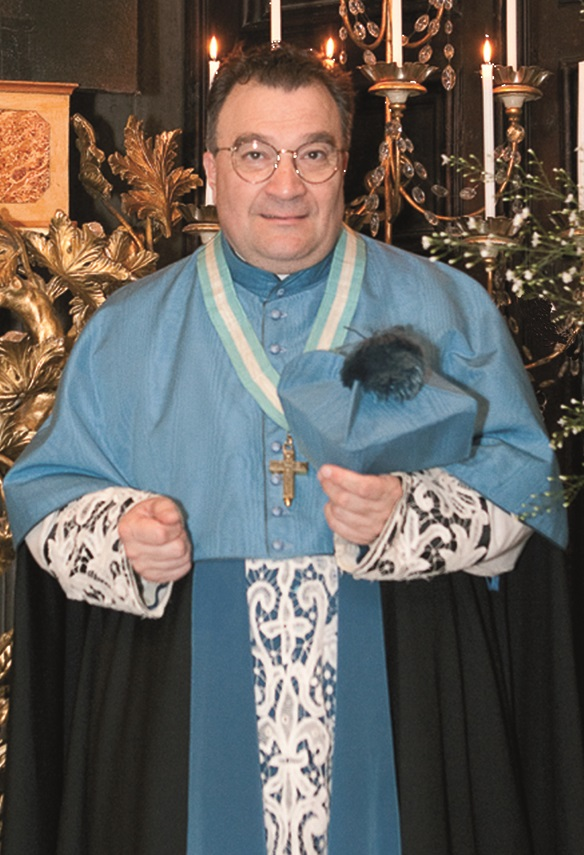
Đức ông Gilles Wach

Đức ông Gilles Wach là người sáng lập và hiện là bề trên tổng quyền của Tu hội.
Kinh sĩ Philippe Mora là người đồng sáng lập và hiện là giám đốc Chủng viện quốc tế Thánh Philippus Nerius, Gricigliano, Ý.
Đức ông Rudolf Michael Schmitz hiện là tổng đại diện của Tu hội và là bề trên của Tỉnh hội Pháp và Bỉ cùng Tỉnh hội Các quốc gia nói tiếng Đức.

## Y phục kinh hội
Tu hội có y phục kinh hội riêng do Hồng y Ennio Antonelli, Tổng giám mục Firenze, ban cho vào năm 2006. Bộ y phục kinh hội bao gồm áo rochet, áo mantelletta, áo mozzetta, thánh giá đeo ngực và mũ biretta.

Linh mục
Bề trên
Bề trên tổng quyền